# Evangelische Kirche (Borsdorf)

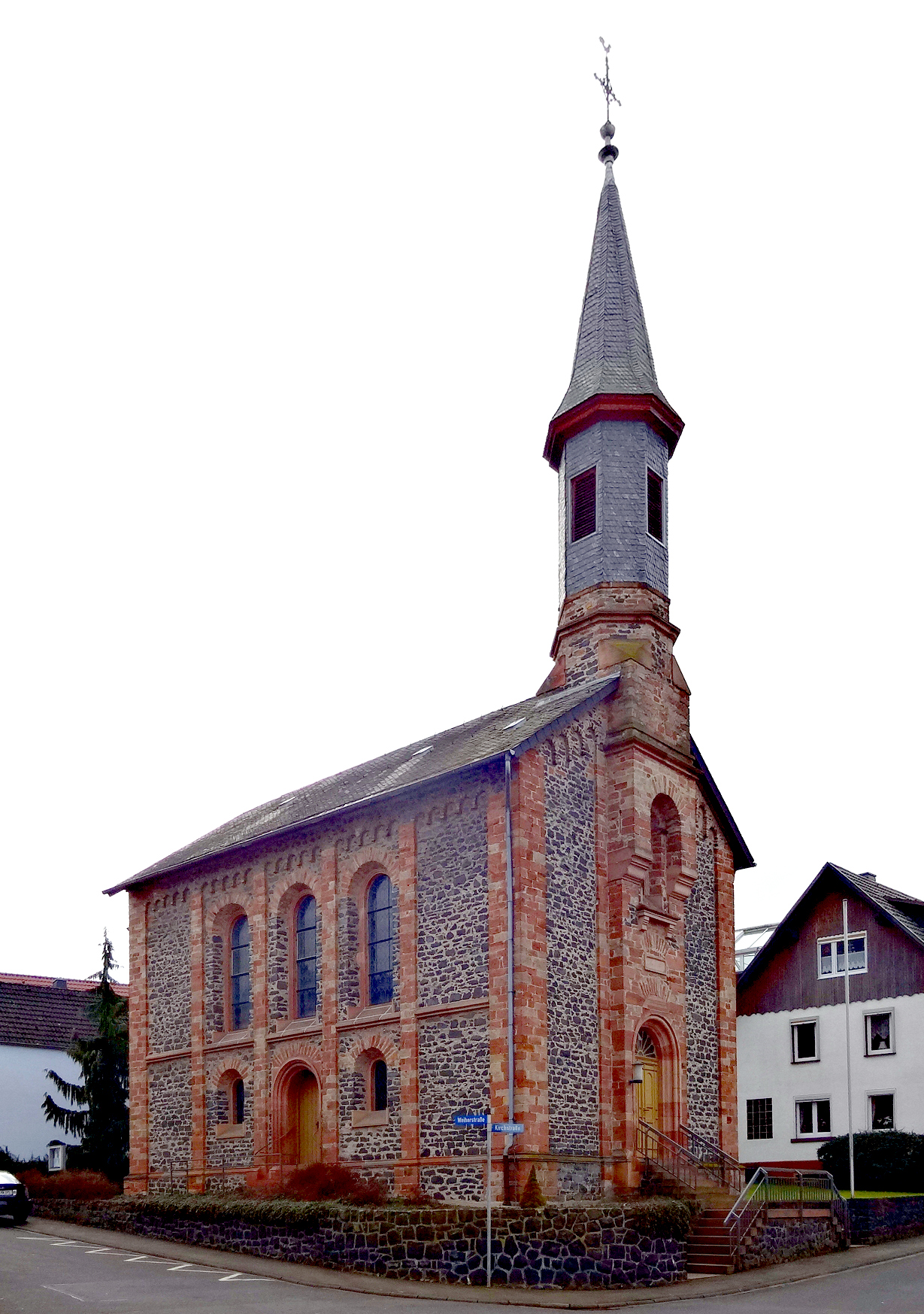
Kirche von Nordosten

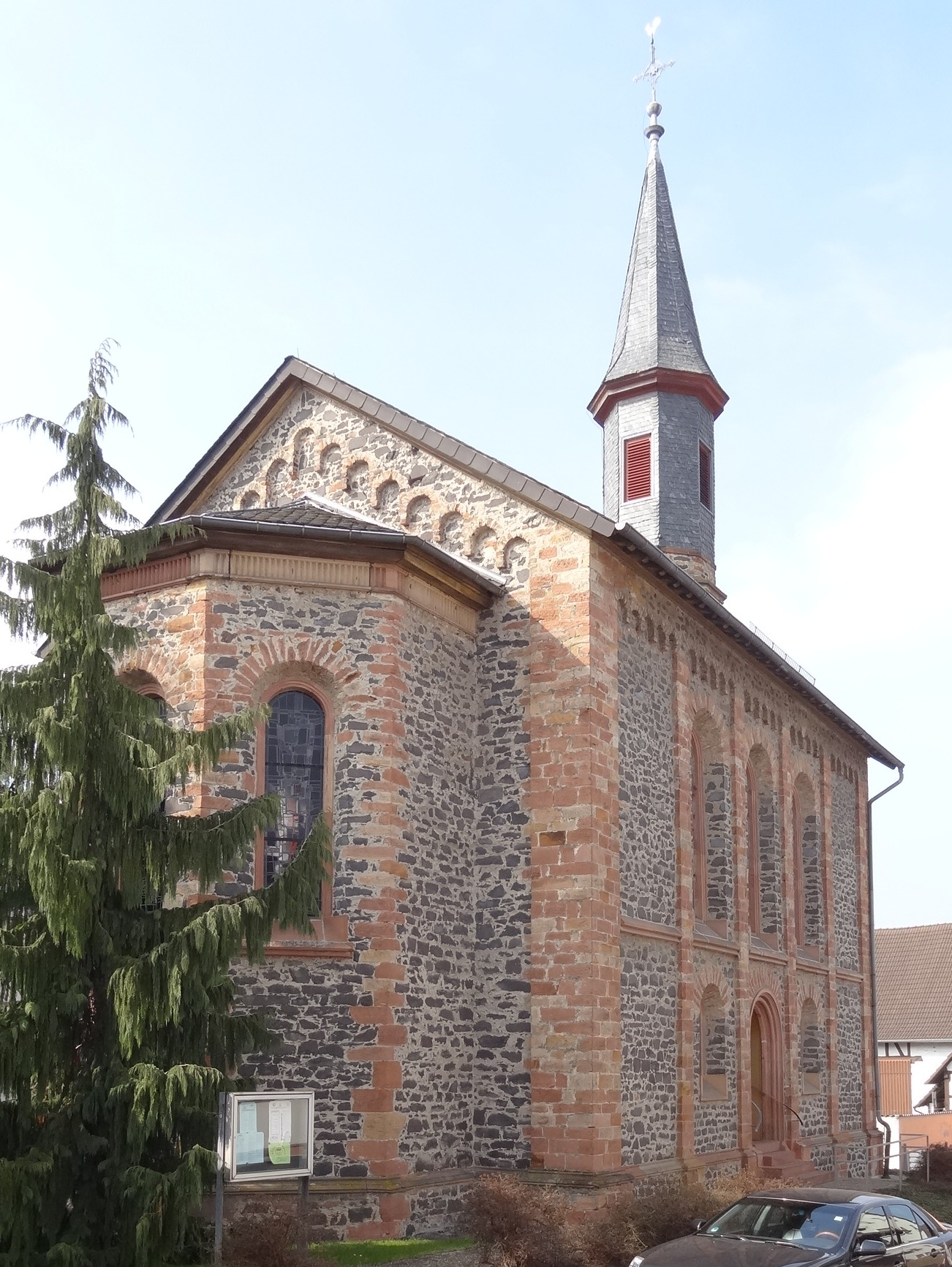
Blick von Südosten

Die Evangelische Kirche in Borsdorf, einem Stadtteil von Nidda im Wetteraukreis in Hessen, ist eine Saalkirche aus dem Jahr 1873. Die neuromanische Kirche ist aus künstlerischen Gründen hessisches Kulturdenkmal.

## Geschichte
Borsdorf war ab 1316 Filial in der selbstständigen Pfarrei Ober-Widdersheim. Kirchlich gehörte Borsdorf im Dekanat Friedberg zum Archidiakonat St. Mariengreden im Bistum Mainz.
Mit Einführung der Reformation wechselte die Kirchengemeinde zum evangelischen Bekenntnis. Bereits in vorreformatorischer Zeit besaß der Ort eine kleine Kapelle, die in den 1580er Jahren baufällig wurde, sodass die Gemeinde beschloss, ihr „gar baufelliges Kirchlein niederzulegen und wider uff zu bauwen“. Das Projekt verzögerte sich aufgrund von Geldmangel. An neuer Stelle, die vom Landgrafen gekauft wurde, wurde 1620 eine neue Kirche errichtet, in die 1667 eine Empore eingebaut wurde. Nachdem sich in der Mitte des 19. Jahrhunderts Risse im Ostchor und in der Südwand zeigten, wurden behelfsmäßig sieben Stützen angebracht, um einen Einsturz zu verhindern. Im Jahr 1868 wurde die Kirche zwischen Ostern und Pfingsten wegen Baufälligkeit abgerissen und ab dem Sommer desselben Jahres mit dem Neubau nach Plänen des Bauakzessisten Stein begonnen. Nach fünf Jahren Bauzeit erfolgte die Einweihung am 14. September 1873.
Im Jahr 1903 wurde das zwei Meter große, holzgeschnitzte Kruzifix aus der Vorgängerkirche, das auf dem Dachboden gelagert worden war, im Chor aufgestellt, später aber wieder entfernt.
Die Gemeinde gehört zum Dekanat Büdinger Land in der Propstei Oberhessen in der Evangelischen Kirche in Hessen und Nassau.

## Architektur

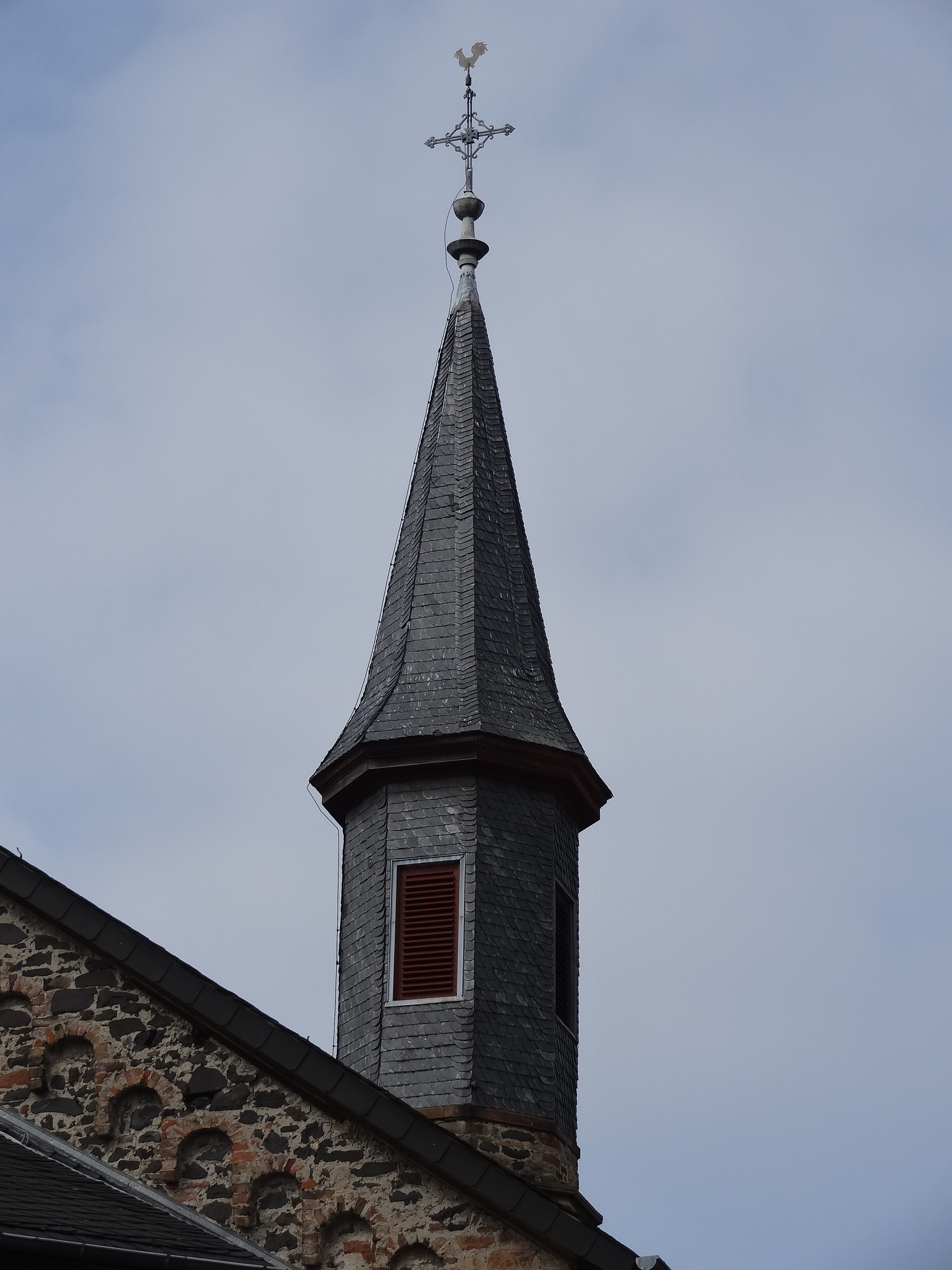
Dachreiter

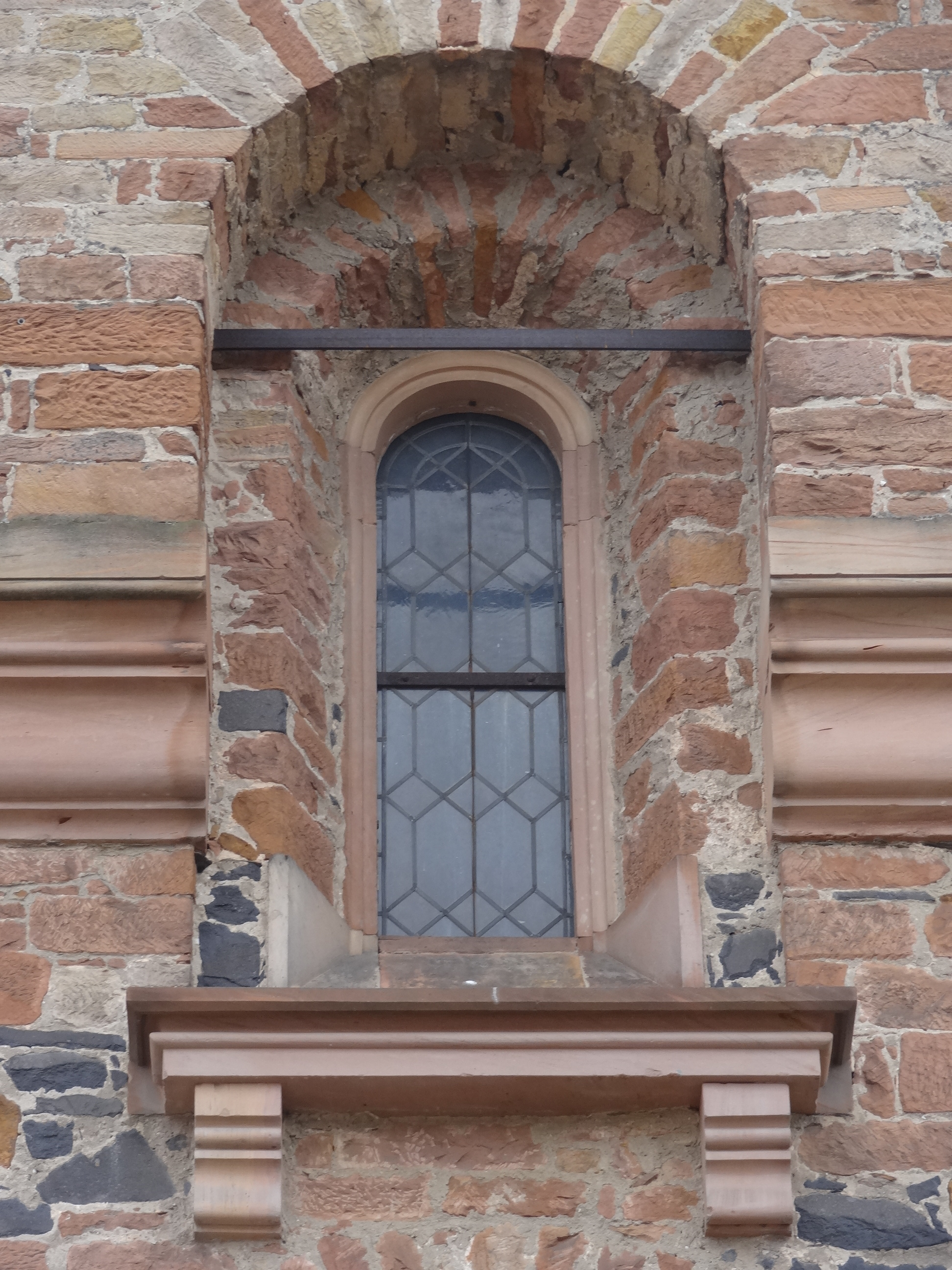
Fenster in der nördlichen Giebelseite

Die Kirche ist nicht geostet, sondern nach Süd-Südost ausgerichtet. Sie ist gegenüber über dem Geländeniveau leicht erhöht auf einem Basaltsockel errichtet. Das dunkle Bruchsteinmauerwerk des unverputzten Saalbaus kontrastiert mit den Gliederungselementen aus hellrotem Sandstein. Die Kirche hat ein Satteldach, das im Süden über dem Chor abgewalmt ist und dem im Norden ein Dachreiter aufgesetzt ist. Der Sockelbereich wird durch ein umlaufendes Gesims abgesetzt.
Durch roten Sandstein werden die Eckpilaster hervorgehoben. Vier Lisenen gliedern die Langseiten in fünf Felder, die unterhalb der Traufe in einem Rundbogenfries auslaufen. Die zweizonige Fensteranordnung wird durch ein Gesims unterstrichen. Symmetrisch sind oben drei große und darunter drei kleine Rundbogenfenster eingelassen, deren Rundbögen aus Sandstein gefertigt sind. An der Ostseite ist mittig statt des Fensters ein Rundbogenportal eingelassen. Der etwas eingezogene und niedrigere Fünfachtelschluss im Süden wird durch drei Rundbogenfenster belichtet. Die südliche Giebelseite wird durch einen Rundbogenfries verziert.
Die nördliche Giebelseite wird durch einen aufwändig gestalteten Sandstein-Risaliten hervorgehoben, dem sich seitlich ein Rundbogenfries anschließt. Über dem Rundbogenportal, das mit Wülsten verziert ist, ist eine querrechteckige Bauinschrift angebracht: „Erbaut 1873“. Die obere Zone der Giebelseite wird über zwei kleinen Konsölchen mit Architrav von einem Rundbogenfenster beherrscht. Der vorkragende Rundbogen wird von zwei Konsolsteinen gestützt. Dem Nordgiebel ist ein achtseitiger steinerner Dachreiter aufgesetzt, der mit dem Risalit verbunden ist. Die schlanke verschieferte Glockenstube hat vier rechteckige Schallöffnungen. Der oktogonale Spitzhelm wird von Turmknauf, schmiedeeisernem Kreuz und Wetterhahn bekrönt.

## Ausstattung

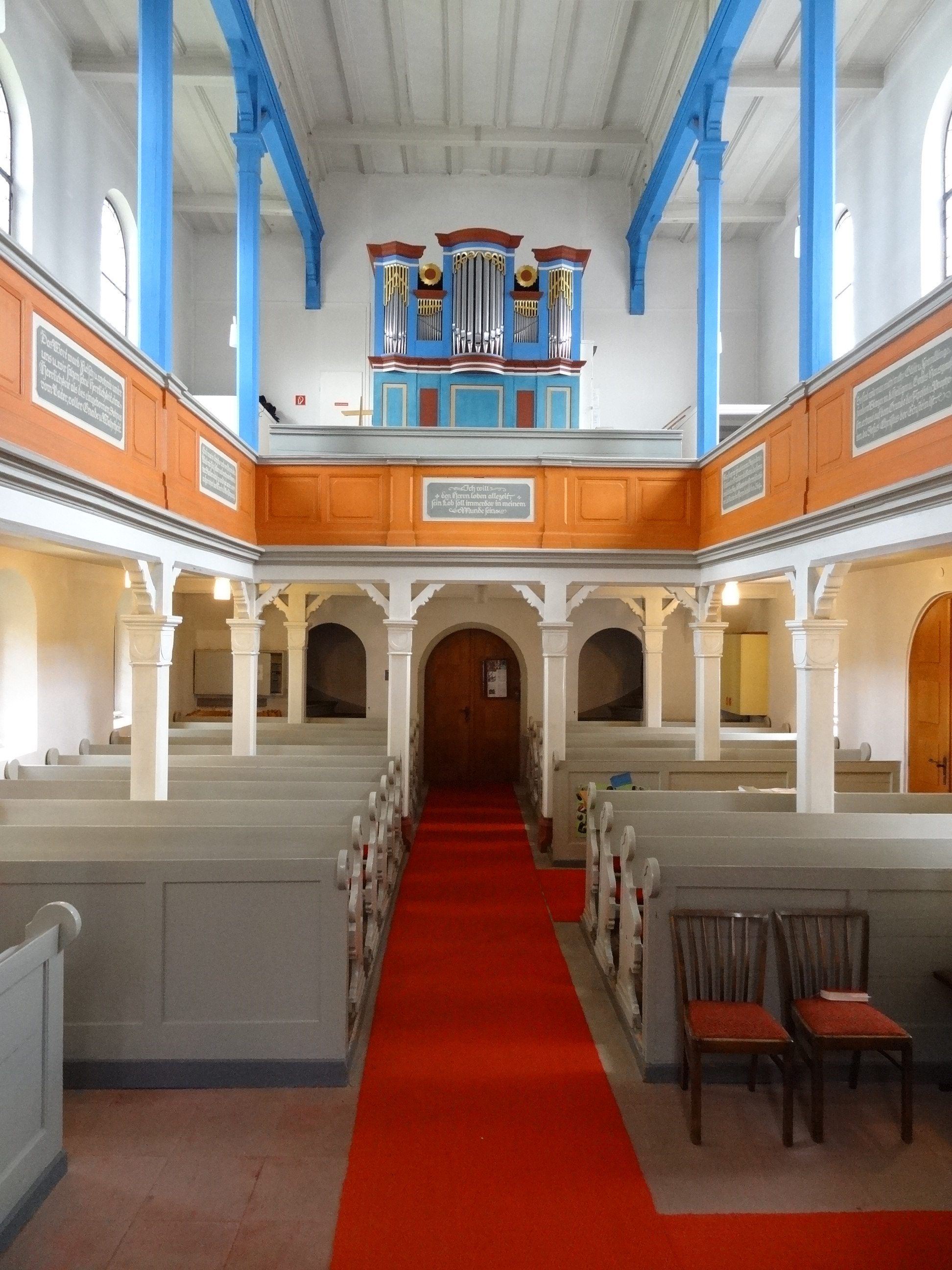
Innenraum mit Blick nach Norden

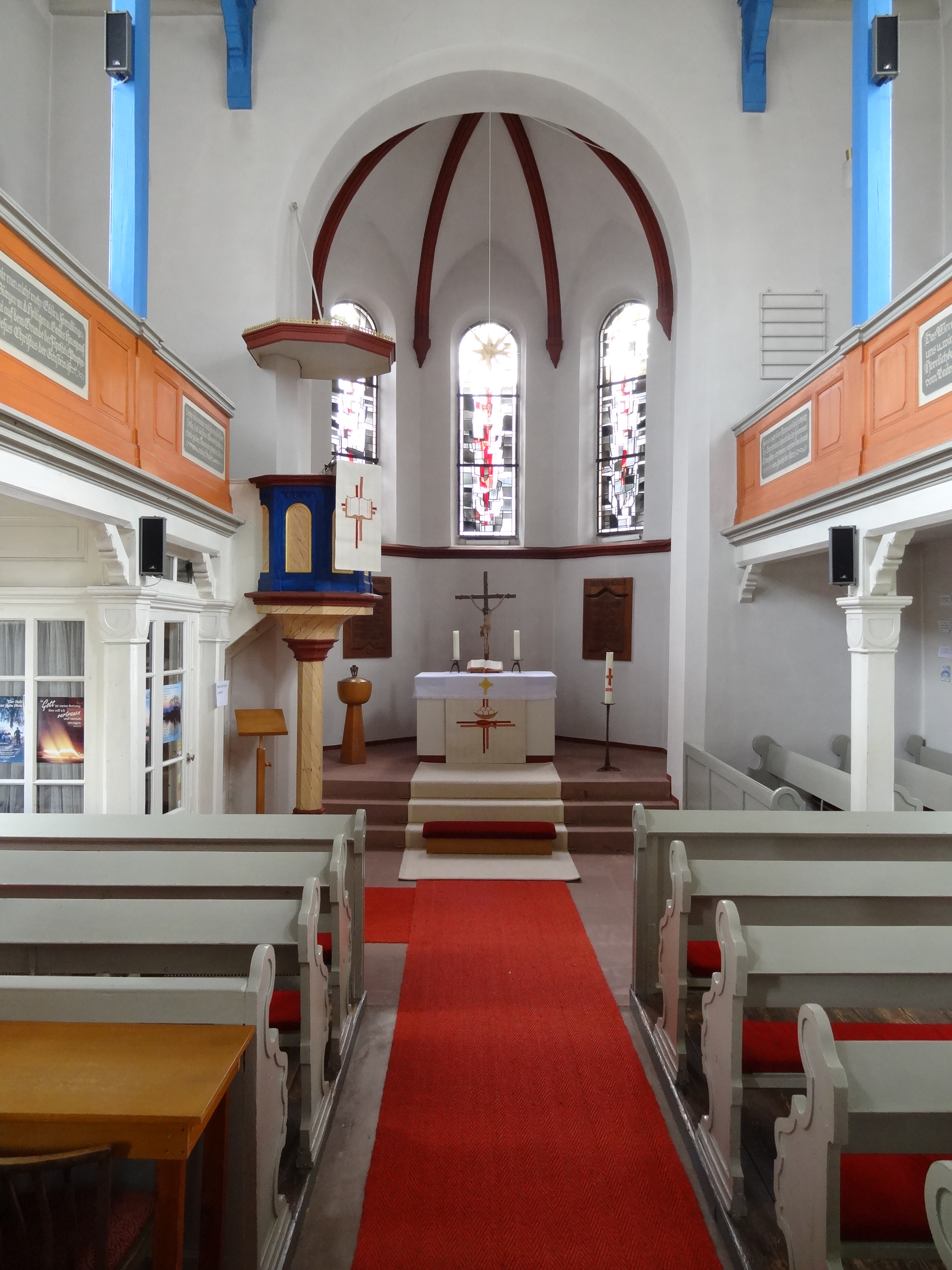
Blick auf den Altarraum

Die bauzeitliche Innenausstattung ist vollständig erhalten und ein geschlossenes Gesamtkunstwerk. Der Innenraum wird von einer flachen, abgetreppten Balkendecke abgeschlossen, der Chor ist rippengewölbt. Ein hoher Rundbogen öffnet den Chor zum Schiff. Zwei Unterzüge ruhen auf viereckigen Holzstützen mit Bügen, die eine dreiseitig umlaufende Empore einbeziehen. Die Holzpfeiler oberhalb der Empore sind blau gefasst. Die äußere Zweizonigkeit findet in der Emporengestaltung ihre Entsprechung. An der kassettierten Brüstung, die durch Pilaster gegliedert wird, sind sieben Schrifttafeln mit Bibelworten angebracht. Der Fußboden ist mit roten Sandsteinplatten belegt.
Die Altarbereich in der Apsis ist um drei Stufen erhöht. Auf dem schlichten Blockaltar steht ein Kruzifix des Dreinageltypus. Unterhalb der modernen Bleiglasfenster erinnern Holztafeln an die Gefallenen des Ersten Weltkriegs. Die polygonale hölzerne Kanzel am östlichen Chorbogen ruht auf einem schlanken, achtseitigen Pfosten. Der blau gefasste Kanzelkorb hat rundbogige, profilierte Füllungen, die sandfarben marmoriert sind. Der Schalldeckel wird von einer umlaufenden vergoldeten Bekrönung verziert. Unterhalb der Ostempore ist ein hölzerner Pfarrstuhl eingebaut, der Zugang zur Kanzel gewährt. Tür und Fenster weisen Sprossengliederung auf. Das Kirchengestühl mit geschnitzten Wangen lässt einen Mittelgang frei.

## Orgel

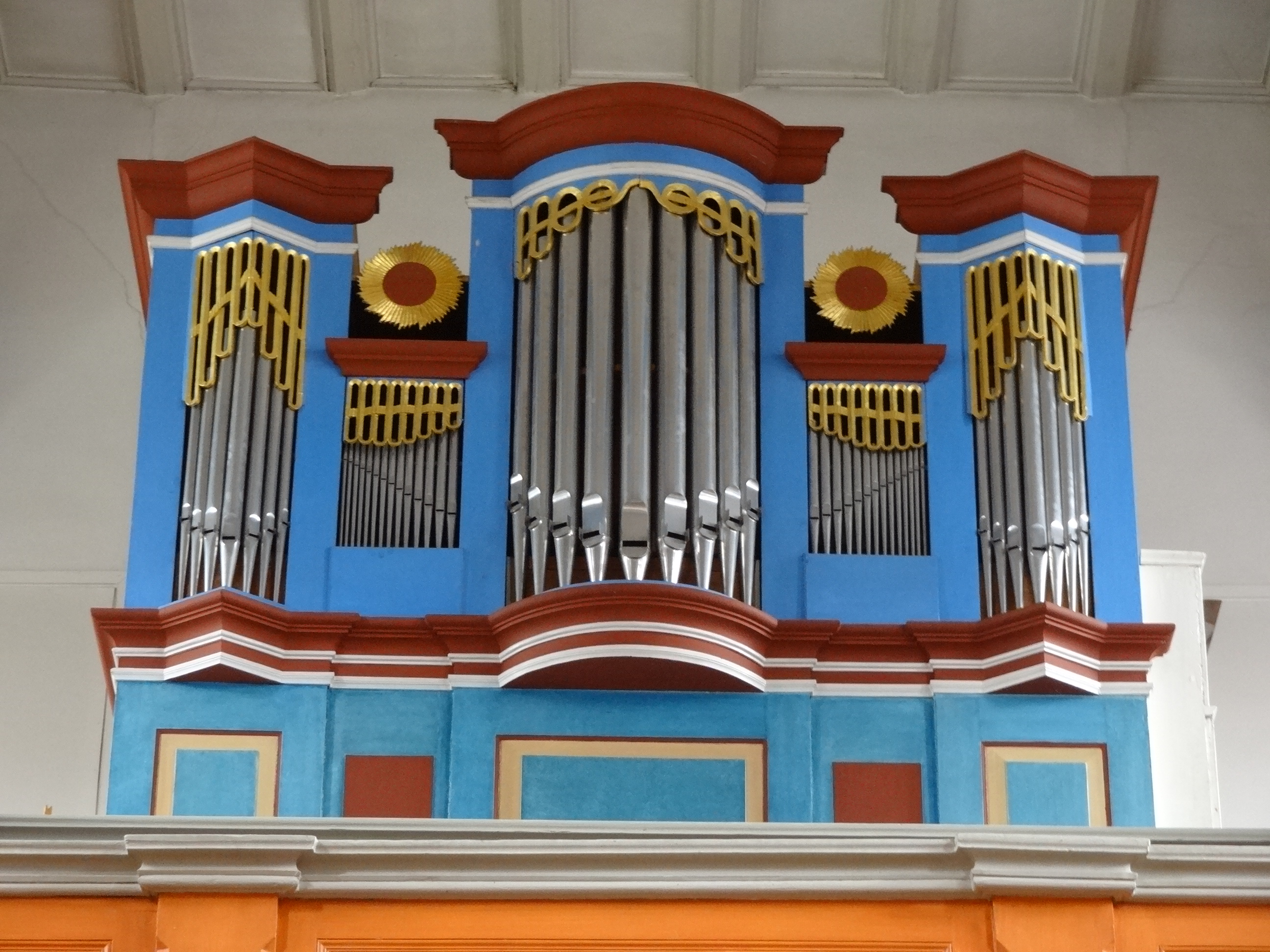
Bernhard-Orgel von 1822

Die Vorgängerkirche besaß vor 1689 ein kleines Positiv, das im Zuge des Emporeneinbaus 1667 oder später angeschafft wurde. In den Jahren 1821/1822 baute Johann Hartmann Bernhard eine neue Orgel. Die tiefste Pfeife der Flöte 4′ trägt die Inschriften: „Hartmann Bernhard in Romrod 1821“ und  „Diese Orgel wurde im Jahre 1869 wegen einem Umbau der Kirche abgebrochen und im Jahre 1873 von Orgelbauer Bernhard aus Gambach wieder aufgestellt“. Es handelt sich um den Enkel Karl Theodor Bernhard.
Die Orgel ist zum großen Teil erhalten. Die Licher Firma Förster & Nicolaus sanierte das Instrument im Jahr 1960 und baute eine neue Pedallade für zwei Register und mit größerem Tastenumfang. Bis dahin reichte der Umfang des Violonbaß 8′ nur von C bis c (12 Tasten). Zwei Register wurden im Manual ergänzt und die Tonhöhe durch Umhängen der Traktur um einen Halbton erniedrigt. Werner Bosch Orgelbau aus Sandershausen ersetzte die beiden später ergänzten Manualregister bei einer Restaurierung im Jahr 1976. Seitdem verfügt die Orgel über zehn Register auf einem Manual und Pedal mit folgender Disposition:
| I Manual CD–f3 |       |
| Gedackt        | 8′    |
| Quintade       | 8′    |
| Prinzipal      | 4′    |
| Flöte          | 4′    |
| Quinte         | 3′    |
| Oktave         | 2′    |
| Sifflet        | 1′    |
| Mixtur III     | 1 ⁄3′ |

| Pedal CD–c1 |     |
| Subbaß      | 16′ |
| Choralbaß   | 4′  |

- Koppeln: I/P

## Geläut
Der Dachreiter beherbergt zwei Glocken. Die kleinere wurde im Jahr 1769 Johann Peter Bach in Hungen gegossen. Die größere Glocke wurde 1949 von Rincker gegossen. Die Vorgängerglocke musste im Zweiten Weltkrieg an die Rüstungsindustrie abgeliefert werden.
| Nr. | Gussjahr | Gießer, Gussort             | Masse (kg) | Inschrift | Bild |
| 1   | 1949     | Rincker, Sinn               |            | „O LAND LAND LAND HOERE DES HERRN WORT GEGOSSEN ALS NACHFOLGERIN DER IM II. WELTKRIEG ABGELIEFERTEN GLOCKE VON DER KIRCHENGEMEINDE BORSDORF“ |      |
| 2   | 1769     | Johann Philipp Bach, Hungen |            | „IN GOTTES NAMEN FLOSS ICH […] HUNGEN GOSS MICH ANNO 1769“                                                                                   |      |